# 992
992（九百九十二、九九二、きゅうひゃくきゅうじゅうに）は、自然数または整数において、991の次で993の前の数である。

## 性質
- 992は合成数であり、約数は1, 2, 4, 8, 16, 31, 32, 62, 124, 248, 496, 992である。
  - 約数の和は2016。
  - 244番目の過剰数である。1つ前は990、次は996。
    - 素数を除いて σ (n) − n が平方数になる48番目の数である。1つ前は963、次は1075。(ただしσは約数関数、オンライン整数列大辞典の数列 A048699)
- 992 = 31 × 32
  - 31番目の矩形数である。1つ前は930、次は1056。
    - 3桁では最大の矩形数である。
- 992 = 311 + 312 = 322 − 321
  - 31の自然数乗の和とみたとき1つ前は31、次は30783。
- 992 = 2 + 4 + 6 + 8 + 10 + 12 + … + 62
- 992 = 25 × (25 − 1) = 45 − 25
  - n = 5 のときの 4n − 2n = 22n − 2n = 2n(2n − 1) の値とみたとき1つ前は240、次は4032。(オンライン整数列大辞典の数列 A020522)
- 992 = 25 × 31
  - 2つの異なる素因数の積で p 5 × q の形で表せる11番目の数である。1つ前は928、次は1184。(オンライン整数列大辞典の数列 A178740)
- 992 = 42 + 202 + 242 = 82 + 122 + 282
  - 3つの平方数の和2通りで表せる187番目の数である。1つ前は970、次は1000。(オンライン整数列大辞典の数列 A025322)
  - 異なる3つの平方数の和2通りで表せる183番目の数である。1つ前は984、次は993。(オンライン整数列大辞典の数列 A025340)
- 約数の和が992になる数は5個ある。(336, 496, 525, 775, 991) 約数の和5個で表せる10番目の数である。1つ前は936、次は1056。
  - 完全数496の約数の和である。
    - 完全数の約数の和としては3番目の数である。1つ前は56、次は16256。
    - 倍積完全数の約数の和としては5番目の数である。1つ前は360、次は2016。
- 各位の和が20になる36番目の数である。1つ前は983、次は1199。

## その他 992 に関連すること
- 西暦992年
- 紀元前992年
- 992型レーダー
- ポルシェ・992